# Maja Philippi
Maja Philippi-Depner (n. 12 februarie 1914, Brașov – d. 10 martie 1993, Sibiu) a fost un istoric german din România.
Maja Philippi-Depner s-a născut la Brașov, părinții ei fiind medicul Wilhelm Depner și sculptorița Margarete Depner. A studiat istorie, germanistică, istoria artei și filosofia în orașele germane Kiel, Freiburg, Göttingen și Hamburg, în ultimul obținând și titlul de doctor cu următoarea lucrare: „Das Fürstentum Siebenbürgen im Kampf gegen Habsburg, Untersuchung der Politik Siebenbürgens wärend des Dreißigjährigrn Krieges” (Principatul Transilvania în lupta împotriva Imperiului Habsburgic, Analiza politicii Transilvaniei în timpul războiului de 30 de ani). În periada 1940-1974 a fost profesoară de istorie la diferite școli germane din Brașov. Cercetările s-au concentrat mai ales pe istoria Brașovului, aici accentul fiind pus pe structura socială a societății medievale și pe schimbările archtecturale din secolul al XIX-lea. A fost distinsă pentru meritele din domeniul pedagogic cu titlul de „Profesor emerit” și pentru activitatea de cercetare cu un titlu de doctor de aur (Goldenes Doktordiplom) a universității din Hamburg.

## Scrieri
- Michael Weiss, sein Leben und Wirken in Wort und Bild (Michael Weiss, viața și activitatea în text și imagini), București, 1982
- Die Bürger von Kronstadt im 14. und 15. Jahrhundert (Cetățenii orașului Brașov din secolele al XiV-lea și la XV-lea), Editura Kriterion, București, 1986
- Die verbrannte Bibliothek des Marcus Fronius. Ein Baustein zur Kulturgeschichte des siebenbürgisch-sächsischen Bürgertums im 17. Jahrhundert (Biblioteka arsă a lui Marcus Fronius. Un aspect al istoriei culturii cetățenilori sași din Transilvania în secolul al XVII-lea), În: Zeitschrift für Siebenbürgische Landeskunde 13, 1990
- Alt-Kronstadt: Bilder einer Stadt (Imagini din Brașovul vechi) împreună cu Hansgeorg Killyen, Rohtraut Wittslock, Gernot Nussbächer, Karl Dendorfer și Juliana Fabritius-Dancu, Editura Johannis Reeg, 2006
- Kronstadt. Historische Betrachtungen über eine Stadt in Siebenbürgen, Editura Aldus, Brașov, 2006, 270 p. (ediție facsimilată, după cea din anul 1996, cu introducerea lui Gernot Nussbächer)